# Fritz (band)
Fritz, in het begin ook wel The Fritz Rabyne Memorial Band genoemd, was een Amerikaanse band.

## Geschiedenis
In de herfst van 1966 richtten Jody Moreing (zang), Cal Roper, Bob Aquirre (drums) en Lindsey Buckingham (basgitaar, banjo, zang) de band op en niet veel later sloot Javier Pacheco (Hammond B-3-orgel) zich bij hen aan. Ze oefenden in de garage van Buckinghams ouders. De leden kenden elkaar van de middelbare school en vernoemden de band naar Fritz Rabyne, een verlegen klasgenoot van Duitse afkomst. In 1967 werden Moreing en Roper vervangen door Brian Kane (leadgitaar) en Stevie Nicks (zang). Ze voerden zowel door Pacheco geschreven materiaal uit als covers, onder meer van Dusty Springfield, Steve Winwood, Linda Ronstadt, Bob Dylan, Spencer Davis, Ray Charles, Jackie DeShannon en Steppenwolf.
Met David Forest als manager traden ze in Los Angeles veelal op feesten en danspartijen op en verwierven zo bekendheid in de San Francisco Bay Area. Fritz opende voor onder anderen Santana, Jimi Hendrix, Steve Miller, Chicago, Ike & Tina Turner, Leon Russell, Family, Moody Blues en Janis Joplin. Daarnaast traden ze viermaal op rij in Fillmore West en Winterland op. Forest had verzwegen dat Bill Graham de band wilde managen en verhuisde met hen naar Los Angeles. Ze namen enkele demo's op met muziekproducent Keith Olsen, maar het lukte ze niet een platencontract te sluiten en in 1971 werd de band opgeheven. Buckingham en Nicks, die door Olsen verteld waren dat ze de andere muzikanten niet nodig hadden, namen als duo het door Polydor uitgegeven album Buckingham Nicks (1973) op en sloten zich in 1975 bij Fleetwood Mac aan. Pacheco speelde in 1972 kortstondig met Kane samen in Fingers en sloot zich aan bij de jazzrockgroep Fat Chants.

## Samenstelling
- Jody Moreing (1966-1967)
- Cal Roper (1966-1967)
- Bob Aquirre (1966-1971)
- Lindsey Buckingham (1966-1971)
- Javier Pacheco (1966-1971)
- Brian Kane (1967-1971)
- Stevie Nicks (1967-1971)